# Max et Ruby
Max et Ruby (Max and Ruby) est une série télévisée d'animation canadienne jeunesse en 130 épisodes de 23 minutes créée par l'auteure/illustratrice de livres pour enfants Rosemary Wells. Chaque épisode des cinq premières saisons regroupe trois segments d'environ 7–8 minutes, puis deux segments de 11 minutes pour les saisons suivantes. Elle est diffusée entre le 3 mai 2002 et le 24 août 2019 sur Treehouse TV au Canada et depuis le 21 octobre 2002 au 5 septembre 2014 sur Nickelodeon Junior aux États-Unis.
Au Québec, la série est diffusée depuis le 6 septembre 2003 au 22 août 2020 à la Télévision de Radio-Canada et TFO, et en France en 2010 au 2016 sur Nickelodeon Junior, puis sur France 5 dans Zouzous du 15 avril 2013 au 28 juin 2013.

## Synopsis
Max et Ruby sont deux petits lapins qui vivent avec leurs parents dans une maison, pas très loin de chez leur Mamie. Ruby (sept ans) s'occupe tant bien que mal de son petit frère Max (trois ans) avec les petits problèmes de la vie quotidienne.

## Distribution

### Voix originales
- Katie Griffin & Samantha Morton (Ruby; seasons 1–2)
- Billy Rosemberg (Max; seasons 1–3)
- Cameron Ansell (Morris; seasons 2–5)
- Emily Scott (Mrs. Huffington; seasons 1–5)
- Alexis Walla (Valerie; seasons 1–5)
- Julie Lemieux (Louise; all seasons)
- Kay Hawtrey (Grandma; all seasons)
- Rebecca Peters (Ruby; seasons 3–5)
- Tyler Stevenson (Max; seasons 4–5)
- Nicholas Fry (Morris; seasons 6–7)
- Gavin MacIver-Wright (Max; seasons 6–7)
- Lana Carillo (Ruby; seasons 6–7)
- Loretta Jafelice (Valerie; seasons 6–7)
- Catherine Disher (Mrs. Huffington; seasons 6–7)

### Voix françaises (saisons 1-3)
- Martin Stinglhamber : Max (1re voix, saisons 1 et 2)
- Antonin Van Dorslaer : Max (2e voix, saison 3)
- Ioanna Gkisas : Ruby
- Véronique Fyon : Louise
- Marie-Line Landerwyn : Mamie
- Serge Swysen

Version française
- Société de doublage : MADE IN EUROPE
- Adaptation : Jocelyne Sadis (saisons 1 et 2), Christian Niemiec (saison 3), Cécile Favre (saison 3), Stéphanie Guissant (saison 3)
- Direction artistique : Marie-Line Landerwyn

### Voix québécoises (saisons 4-7)
- Natalie Hamel-Roy : Max / Grand-Mère
- Johanne Garneau : Ruby
- Chantal Baril : Katie
- Lisette Dufour : Louise
- Valérie Gagné : Roger / Mme Huffington
- Manon Arsenault : Valérie
- François Trudel : M. Piazza
- Jean-Jacques Lamothe : M. Huffington
- Catherine Hamann : Chef des Jeannettes

Source et légende : version québécoise (VQ) sur Doublage.qc.ca

## Liste des épisodes
| Saison | Saison | Épisodes | Canada            | Canada            | États-Unis         | États-Unis       | France          | France        | Québec            | Québec            |
| Saison | Saison | Épisodes | Début de saison   | Fin de saison     | Début de saison    | Fin de saison    | Début de saison | Fin de saison | Début de saison   | Fin de saison     |
| ------ | ------ | -------- | ----------------- | ----------------- | ------------------ | ---------------- | --------------- | ------------- | ----------------- | ----------------- |
|        | 1      | 39       | 3 mai 2002        | 14 février 2003   | 21 octobre 2002    | 12 décembre 2002 | 2010            | 2011          | 6 septembre 2003  | 19 juin 2004      |
|        | 2      | 39       | 26 septembre 2003 | 13 avril 2007     | 2 février 2004     | 25 mars 2004     | 2012            | 2016          | 26 juin 2004      | 12 avril 2008     |
|        | 3      | 42       | 3 septembre 2007  | 19 octobre 2009   | 1er septembre 2008 | 28 octobre 2008  | 15 avril 2013   | 2013          | 26 avril 2008     | 17 janvier 2009   |
|        | 4      | 36       | 26 octobre 2009   | 23 août 2010      | 4 janvier 2010     | 22 février 2010  | 2013            | 2013          | 26 septembre 2010 | 12 mai 2011       |
|        | 5      | 78       | 6 septembre 2010  | 26 février 2013   | 21 mai 2014        | 5 septembre 2014 | 2013            | 28 juin 2013  | 17 septembre 2011 | 1er février 2014  |
|        | 6      | 50       | 25 juillet 2016   | 23 septembre 2018 |                    |                  |                 |               | 16 septembre 2017 | 28 septembre 2019 |
|        | 7      | 38       | 30 septembre 2018 | 24 août 2019      |                    |                  |                 |               | 16 novembre 2019  | 22 août 2020      |